# 灰喉鸦雀
灰喉鸦雀（学名：Sinosuthora alphonsiana），是的一种鸟类。

## 特征
灰喉鸦雀体重约10.5克，翼长约52.2毫米，嘴峰长约8.6毫米，喙宽度约3.3毫米，喙厚度约5.9毫米，跗蹠长约21毫米，尾长约65.9毫米。灰喉鸦雀在其分布区内为留鸟，其栖息在半开放的灌木丛中，食性为草食性。

## 亚种
- ：分布于中国中西部山区（青海东部、四川东部和贵州）。
- ：分布于华南（云南东南）和西北地区的山地森林。[4]